# 1710-е годы
1710-е (ты́сяча семьсо́т деся́тые) го́ды по григорианскому календарю — промежуток времени с 1 января 1710 года по 31 декабря 1719 года, включающий 1710 год 1-го десятилетия   и с 1711 по 1719 годы    2-го десятилетия XVIII века 2-го тысячелетия.  Они закончились 306 лет назад.

## Важнейшие события
- Северная война (1700—1721)[1][2][3]. Битва при Хельсинборге (1710).
- Война за испанское наследство (1701—1714). Утрехтский мирный договор (1713) и Раштаттский мир (1714). Война четверного альянса (1718—1720).
- Войны Османской империи с Россией (1710—1713), Венецией (1714—1718), Австрией (1716—1718). Пожаревацкий мир (1718).
- Основана финансовая пирамида — «Компания Южных морей» (1711). Объединённая великая ложа Англии (1717).
- Прагматическая санкция (1713) принята в Священной Римской империи.
- Тарногродская конфедерация в Речи Посполитой (1715).
- Вторая ойратско-маньчжурская война (1715—1739).
- Система Ло во Франции (1716—1720). Булла «Unigenitus» (1713; Янсенизм).
- Тускарорская война (1711—1715) в Америке между тускарорами и белыми поселенцами. Новая Гранада отделилась от Вице-королевства Перу (1717—1819).
- Основание города Лисичанска.

## Культура
- Энтони Эшли Купер (1671—1713). «Характеристики людей, манер, мнений и времён» (1711).
- Поуп, Александр (1688—1744). «Похищение локона»[англ.] (1712).
- Церковь Преображения Господня на острове Кижи (1714).
- Пират Чёрная Борода действовал в Карибском море (1716—1718).
- Дефо, Даниель (ок.1660 — 1731), писатель. «Робинзон Крузо» (1719).

- Первая европейская фарфоровая мануфактура (1710; Мейсен).
- Первая фабрика по производству шёлка (1717; фабрика Ломбе).

## Государственные деятели
- Фридрих Вильгельм I, король (1713—1740).